# Anton Ludwig
Anton Ludwig (ur. 16 marca 1798 w Kłodzku, zm. 1 września 1869 w Domaszkowie) – niemiecki duchowny katolicki, wielki dziekan kłodzki i wikariusz arcybiskupi dla wiernych hrabstwa kłodzkiego od 1845 r.

## Życiorys
Urodził się w rodzinie chłopskiej na Ustroniu, jednym z kłodzkich przedmieść w 1798 r. Uczęszczał do gimnazjum w Kłodzku. Po jego ukończeniu podjął studia teologiczne na Śląskim Uniwersytecie im. Fryderyka Wilhelma we Wrocławiu, które ukończył w 1822 r. otrzymaniem święceń kapłańskich.
Po powrocie pracował jako wikary w Bożkowie. Zajmował się wychowywaniem synów hrabiego von Magnisa. Dwa lata później został przeniesiony do Bystrzycy Kłodzkiej, gdzie pracował w sekretariacie wielkiego dekanatu kłodzkiego. W 1833 r. został mianowany proboszczem Domaszkowa. W 1846 r. objął urząd wielkiego dziekana kłodzkiego i wikariusza arcybiskupa praskiego dla wiernych hrabstwa kłodzkiego z prawem noszenia oznak biskupich takich jak: infuła i pektorał. Jednocześnie został kanonikiem wrocławskim.
W czasie swoich rządów sprowadził na ziemię kłodzką zakony, które zniknęły w wyniku rozwiązania jezuitów i sekularyzacji. Działał na rzecz podniesienia poziomu wykształcenia u księży i ożywienia życia religijnego.
Zmarł 1 września 1869 r., w wieku 71 lat.